# Pedepark
Het Pedepark (Frans: Parc de la Pede) is een park in de wijk Neerpede van de gemeente Anderlecht in het Brussels Hoofdstedelijk Gewest. Het park dankt zijn naam aan de beek die erdoorheen stroomt, de Pedebeek (in Anderlecht) of de Neerpedebeek (in Dilbeek).
Het park is gelegen naast het Vijverspark en het Jean Vivespark en bestaat uit een grote vijver, sportterreinen en een groene ruimte met een speeltuin. De ingangen bevinden zich aan de Neerpedestraat en de Ketelstraat.
De vijver, met een capaciteit van 50.000 m², werd in het begin van de jaren 1980 aangelegd als waterbekken om de hoge waterstanden van de Pede op te vangen. De capaciteit is nu niet zo groot meer wegens dichtslibbing aangevoerd via de Pede. Aan de oevers en slibbanken van de vijver heeft zich een rijke vegetatie gevormd, zoals gele lis, kattenkruid en moerasspirea. Veel watervogels komen hier tijdens de trek uitrusten en ook vleermuizen zijn er te spotten. 
Het sportcentrum heeft een oppervlakte van bijna 80 hectare, met voetbal-, hockeyvelden, het golfterrein van de Royal Amicale Anderlecht Golf Club, tennisbanen en een skipiste.